# Diplolepis nervosa
Diplolepis nervosa är en stekelart som först beskrevs av Curtis 1838.  Diplolepis nervosa ingår i släktet Diplolepis, och familjen gallsteklar. Arten är reproducerande i Sverige.

## Bildgalleri

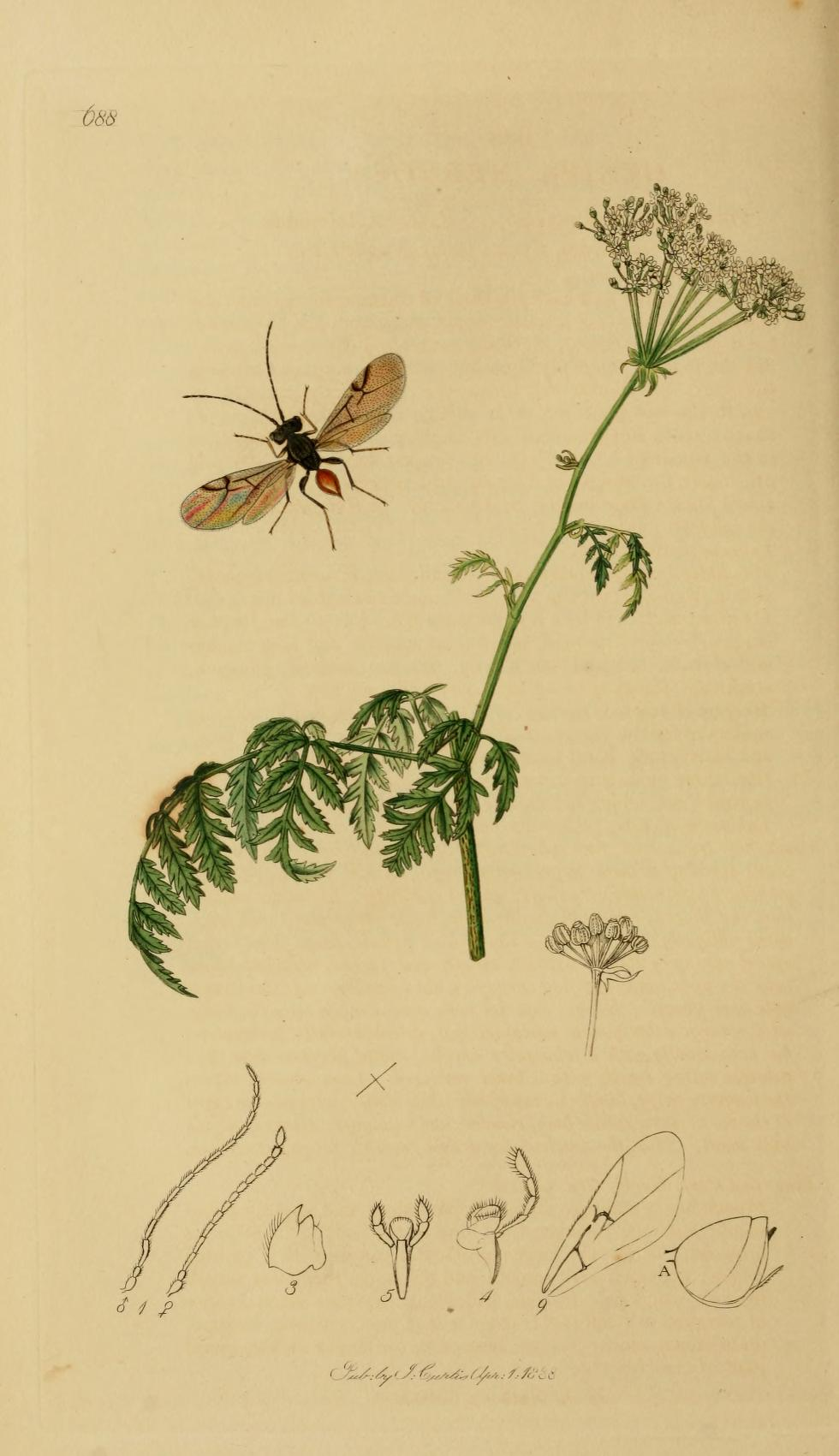